# Richard T. Scott
Richard Thomas Scott, conocido como Richard T. Scott (Palomares del Río, 1980), es un pintor realista estadounidense, que trabaja tanto en Nueva York como en París (Francia). Su pintura está muy influida por la de su maestro Odd Nerdrum. Es uno de los diecinueve artistas elegidos por el Artistic Infusion Program para diseñar las monedas emitidas por la Casa de Moneda de los Estados Unidos.
Scott también ha descollado como escritor y teórico del arte, cuyo trabajo se ha centrado en la estética del realismo. Participó en el libro The Nerdrum School, the Master and His Students (Orpheus), que recoge pinturas y ensayos de discípulos y seguidores del pintor Odd Nerdrum.
Scott ha participado como ponente o conferenciante en importantes discusiones académicas sobre arte; así, en la Representational Art Conference (TRAC) de 2014 o, en 2010, en el ciclo sobre arte Postcontemporáneo del Museo Nueva Bretaña de Arte Contemporáneo, donde intervino en una mesa redonda en la que también estaban Donald Kuspit y Vincent Desiderio.
Scott ha propuesto una teoría sobre el arte figurativo que él ha denominado Paradigma Postcontemporáneo, y que considera aparte del Arte Contemporáneo.
Junto a Helene Knoop y Jan-Ove Tuv, Scott es uno de los miembros más prominentes del llamado The Kitsch Movement, una corriente de la pintura figurativa contemporánea impulsada por Odd Nerdrum.

## Estudios
Nació en una familia proletaria. El 20 de mayo de 1999 estaba en el instituto Heritage de Conyers cuando uno de los alumnos, Anthony T.J. Solomon, de quince años, abrió fuego contra sus compañeros con un revólver e hirió a seis estudiantes. Esta experiencia marcó profundamente a Scott y aparece reflejada en muchas de sus obras posteriores. Scott aseguró posteriormente que este acontecimiento fue importante para abrazar su vocación artística.
Obtuvo el título de Bachelor of Fine Arts en la Lamar Dodd School of Art de la Universidad de Georgia, donde tuvo como profesores a Margaret Morrison y Joseph Norman. Realizó un Máster en Bellas Artes en la Academy of Art de Nueva York, donde recibió las enseñanzas de Vincent Desiderio, Steven Assael o Edward Schmidt.

## Carrera artística
Tras su graduación, trabajó dos años como pintor para Jeff Koons. Después, fue durante tres años asistente de Odd Nerdrum en Noruega y París. 
Scott comenzó a trabajar para la Casa de Moneda de los Estados Unidos en  2014.

## Influencias
Aparte de la influencia de su maestro Odd Nerdrum, la obra de Scott es deudora de la de Rembrandt, Hammershoi, Vermeer, el último Goya y de pintores contemporáneos como Andrew Wyeth y Antonio López García.